# Charlotte Goldsmith
Charlotte Goldsmith (Verenigd Koninkrijk, 18 maart 1979) is een wielrenner uit het Verenigd Koninkrijk.
In 2006 nam Goldsmith deel aan de Gemenebestspelen.
In 2004 en 2005 startte Goldsmith ook op de Wereldkampioenschappen Wielrennen op het onderdeel weg.